# 더스터

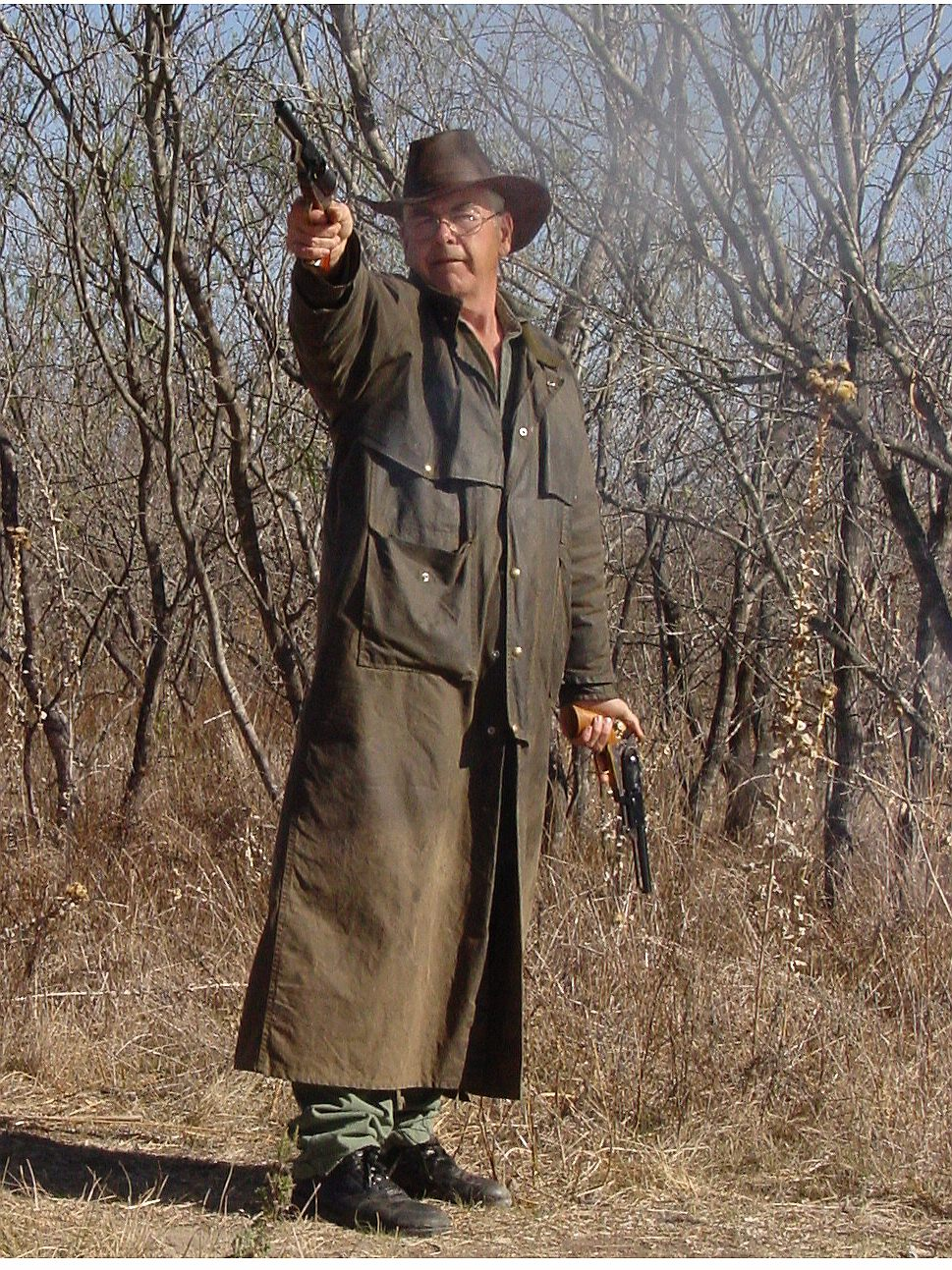

더스터(duster)는 품이 넉넉하고 가벼운 외투의 일종이다. 풀렝스의 기장이 긴 외투로, 밝은 색의 화포 또는 아마포로 만든다. 원래 서부시대의 말 타는 기수들이 길바닥의 먼지(더스트)가 말발굽에 튀는 것을 막으려고 입었다. 말 위에서 타기 편하도록 등이 엉덩이까지 트여 있다. 나중에는 우비 기능을 더하기 위해 유포나 함침면포로 만들기도 했다. 텍사스 레인저의 권장되는 "제복"이기도 했다.

## 같이 보기
- 트렌치코트
- 카우보이모자
- 무대의상